# Маріо Альдо Монтано
Маріо Альдо Монтано (італ. Mario Aldo Montano, нар. 1 травня 1948, Ліворно, Італія) — італійський фехтувальник на шаблях, олімпійський чемпіон (1972 рік) та дворазовий срібний (1976 та  1980 роки) призер Олімпійських ігор, дворазовий чемпіон світу.

## Виступи на Олімпіадах
| Олімпіада     | Дисципліна          | Місце     |
| ------------- | ------------------- | --------- |
| Мюнхен 1972   | індивідуальна шабля | 4 p1 r3/5 |
| Мюнхен 1972   | командна шабля      | 1         |
| Монреаль 1976 | індивідуальна шабля | 5         |
| Монреаль 1976 | командна шабля      | 2         |
| Москва 1980   | індивідуальна шабля | 19        |
| Москва 1980   | командна шабля      | 2         |